# Теребут
Теребут — деревня в Хвойнинском муниципальном округе Новгородской области.

## География
Находится в северо-восточной части Новгородской области на расстоянии приблизительно 23 км на восток-юго-восток по прямой от районного центра Хвойная.

## История
Была отмечена ещё на карте 1840 года как поселение с 25 дворами. В 1910 году здесь (деревня Боровичского уезда Новгородской губернии) было учтено 39 дворов. До 2020 года входила в Дворищинское сельское поселение, в начале 2020 года некоторое время входила в Кабожское сельское поселение до его упразднения.

## Население
Численность населения: 248 человек (1910 год), 4 (русские 100 %) в 2002 году, 4 в 2010.